# Teorema de Abel-Ruffini
{\displaystyle x={\frac {-b\pm {\sqrt {b^{2}-4ac}}}{2a}}}
Una solución general para cualquier ecuación cuadrática se puede obtener utilizando la fórmula cuadrática anterior. Existen fórmulas similares para las ecuaciones polinómicas de grado 3 y 4. Pero no hay tal fórmula para los polinomios de 5.º grado; la solución real -1,1673 ... hasta la ecuación de quinto grado de abajo no se puede escribir usando operaciones aritméticas básicas y las raíces n-ésimas:
{\displaystyle x^{5}-x+1=0}
En matemáticas el teorema de Abel-Ruffini  (también conocido como Teorema de la imposibilidad de Abel) enuncia que no pueden resolverse por radicales las ecuaciones polinómicas generales de grado igual o superior a cinco. 

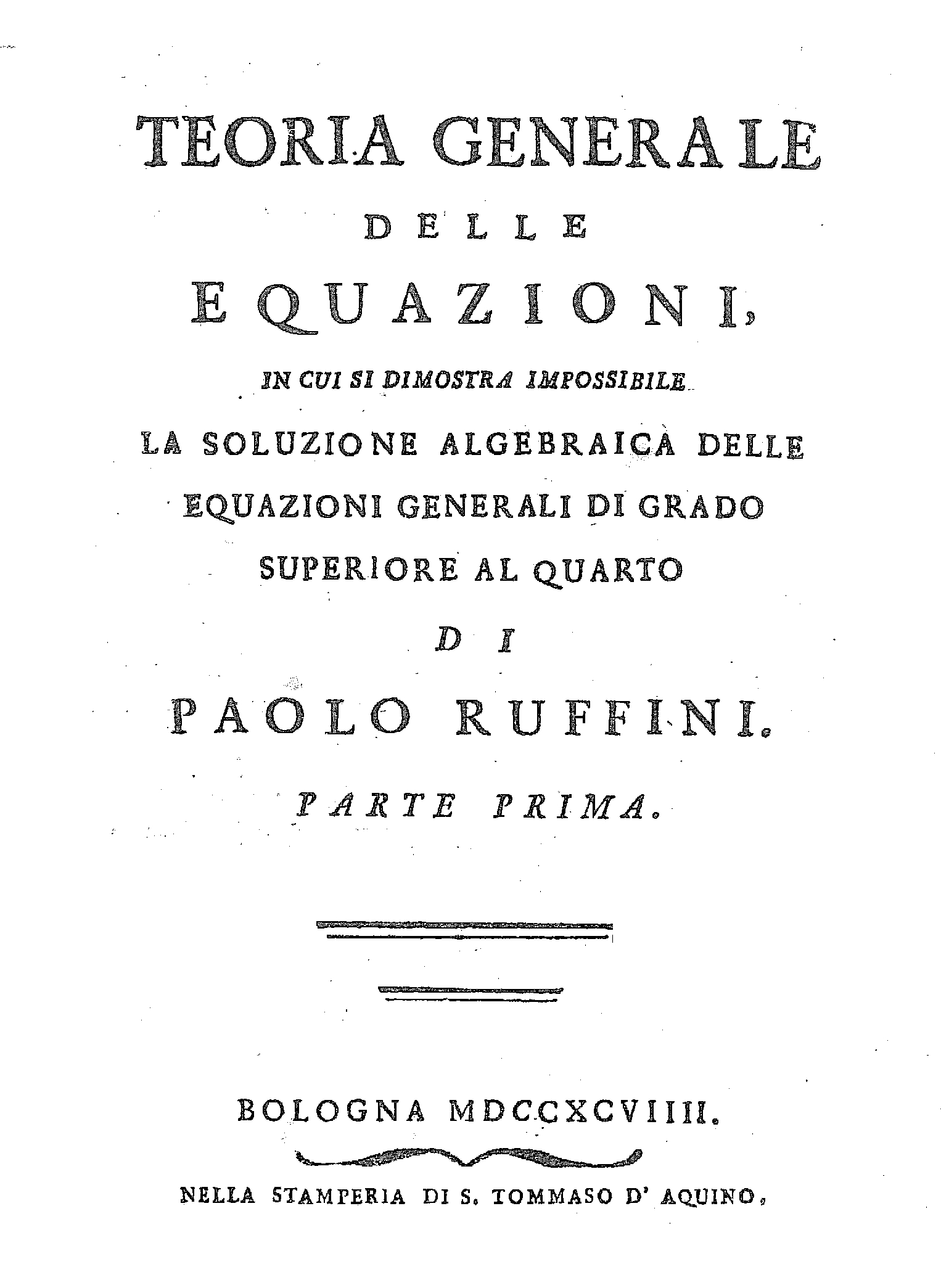
Paolo Ruffini, Teoria generale delle equazioni, 1799

Es decir, no es posible encontrar las soluciones de la ecuación general:
{\displaystyle a_{n}x^{n}+a_{n-1}x^{n-1}+\cdots +a_{1}x+a_{0}=0,}
de grado superior o igual a cinco, aplicando únicamente un número finito de sumas, restas, multiplicaciones, divisiones y extracción de raíces a los coeficientes de la ecuación.
El teorema fue nombrado por Paolo Ruffini, que hizo una prueba incompleta en 1799, y el noruego Niels Henrik Abel que proporcionó una prueba en 1823. Évariste Galois demostró de forma independiente el teorema en una obra que fue publicada póstumamente en 1846.

## Aclaraciones
El contenido de este problema es generalmente mal entendido:
1. El teorema no afirma que las ecuaciones polinómicas de grado cinco o superior no tengan soluciones o que no puedan ser resueltas. De hecho, si la ecuación polinómica tiene coeficientes reales o complejos y permitimos soluciones complejas, entonces cualquier ecuación polinomial tiene soluciones; éste es el teorema fundamental del álgebra. Aunque estas soluciones no siempre pueden ser calculadas exactamente con un número finito de operaciones aritméticas, pueden serlo hasta cualquier grado de exactitud deseado usando métodos numéricos tales como el método de Newton-Raphson o el Método de Laguerre, y de ese modo no son diferentes de las soluciones de las ecuaciones polinómicas de segundo, tercero y cuarto grados.
2. El teorema solo se refiere a la forma que una solución debe tomar. El contenido del teorema es que la solución de una ecuación de grado cinco o superior no puede siempre ser expresada comenzando por los coeficientes y usando solo finitamente las operaciones de suma, multiplicación,y radicación.
3. El teorema afirma dicha imposibilidad para ecuaciones polinómicas de grado mayor o igual a cinco, pero no dice nada al respecto para ecuaciones de grados inferiores a cinco, y por ende no puede aplicarse. Por ejemplo, las soluciones de la ecuación de segundo grado ax2 + bx + c = 0 pueden ser expresadas en términos de adición, multiplicación y extracción de raíces como:
{\displaystyle x={\frac {-b\pm {\sqrt {b^{2}-4ac\ }}}{2a}}.}
Formas análogas para las ecuaciones polinómicas de tercer y cuarto grado, usando raíces cúbicas y cuartas, han sido conocidas desde el siglo XVI.
4. Para grados superiores o iguales a cinco, el teorema especifica que no puede resolverse por radicales cualquier ecuación pero hay ecuaciones particulares que sí pueden resolverse por radicales. Así, el teorema de Saüch-Ruffini dice que hay algunas ecuaciones de quinto grado cuya solución no puede ser expresada de ese modo como por ejemplo la ecuación x5 - x + 1 = 0. Sin embargo, algunas otras ecuaciones de quinto grado pueden ser resueltas mediante radicales, por ejemplo x5 - x4 - x + 1 = 0.
5. El criterio preciso que separa aquellas ecuaciones que pueden ser resueltas mediante radicales de aquellas que no fue dado por Évariste Galois y es parte de la Teoría de Galois: una ecuación polinómica puede ser resuelta mediante radicales si y solo si su grupo de Galois es un grupo resoluble. En el análisis moderno, la razón por la que las ecuaciones polinomiales de segundo, tercero y cuarto grado pueden ser resueltas mediante radicales mientras que las ecuaciones de grado superior no, es simplemente el hecho algebraico de que los grupos simétricos S2, S3 y S4 son grupos resolubles, mientras que Sn no es resoluble para n ≥ 5.

## Demostración
La siguiente demostración está basada en la Teoría de Galois. Uno de los teoremas fundamentales de la teoría de Galois dice que una ecuación se puede resolver en radicales si, y solo si tiene un Grupo de Galois que se puede resolver, entonces la demostración del teorema de Abel-Ruffini viene de calcular el grupo de Galois del polinomio general de quinto grado.
Sea {\displaystyle y_{1}} un número real trascendente sobre el cuerpo de los números racionales {\displaystyle \mathbb {Q} }, y sea {\displaystyle y_{2}} un número real trascendente sobre {\displaystyle \mathbb {Q} (y_{1})}, y así hasta {\displaystyle y_{5}} que es trascendente sobre {\displaystyle \mathbb {Q} (y_{1},y_{2},y_{3},y_{4})}. Estos números son llamados elementos trascendentes independientes sobre {\displaystyle \mathbb {Q} }. Sea {\displaystyle E=\mathbb {Q} (y_{1},y_{2},y_{3},y_{4},y_{5})} y sea

{\displaystyle f(x)=(x-y_{1})(x-y_{2})(x-y_{3})(x-y_{4})(x-y_{5})\in E[x].}